# 鲁斯丹·埃芬迪
魯斯丹·埃芬迪（1903年5月13日—1979年5月24日），印度尼西亞作家，印尼第一部現代舞台劇《貝巴沙麗》和詩集《沉思集》的作者，後於1928年至1947年期間遷居荷蘭，以荷蘭共產黨黨員的身份參加荷蘭國會二院。他的語言一方面保留了古馬來文的格律 ，另一方面突破了傳統詩體和語言常規，具有實驗意義。

## 生平
埃芬迪在1903年5月13日生於荷屬東印度蘇門答臘巴東（今屬西蘇門答臘省），是電影演員、導演巴赫迪亞·埃芬迪的兄長。完成小學課程後，他曾經先後在德科克堡（今西蘇門答臘省武吉丁宜市）和萬隆（今屬西爪哇省）接受師範訓練，直到1924年畢業後才返回巴東，擔任教師。
埃芬迪在1920年代中期發表自己第一部舞台劇作《貝巴沙麗》（Bebasari），故事改編自印度史詩《羅摩衍那》，是一部批判荷蘭殖民主義的作品，也有文獻認為這是現代印尼文學史上第一部舞台劇。不過，這部劇作一發表就被荷蘭殖民政府禁絕，原因是他們認為埃芬迪的思想有共產主義傾向。埃芬迪還在同一個時期發表詩集《沉思集》（Pertjikan Permenoengan），所收錄的某些詩歌（例如《祖國》）隱約帶有反殖民主義的色彩。1926年印度尼西亞共產黨發動的起事失敗收場之後，荷蘭殖民政府收緊了書報審查制度，自此埃芬迪無法發表自己的作品，因此他認為自己不得不離開東印度群島，遠走他方。
埃芬迪在1928年至1947年期間遷往荷蘭定居，並在1933年至1946年期間以荷蘭共產黨黨員的身份參加荷蘭國會二院，為東印度群島的土著爭取權益。這時候他還發表了一部題為《從莫斯科到第比利斯》（Van Moskow naar Tiflis）的荷蘭文著作。不過，自此之後他再也沒有發表過任何印尼文作品，作者古納汪·穆罕默德曾經在專欄中提到，埃芬迪認為與其用文筆宣揚自己的主張，倒不如在政壇直接出擊，實現印尼獨立的目標。他在1979年5月24日於雅加達逝世。

## 題材及風格
埃芬迪撰寫的好幾個題材當中，以反殖題材最為突出，這個題材在《貝巴沙麗》這部作品裏面特別明顯。埃芬迪也經常在這些作品中對殖民政府提出隱約的批評。他筆下的題材還包括愛情和大自然，例如他的詩作〈舊日的回憶〉（Kenangan Lama）描寫的是浪漫關係，〈母親的墳頭〉（Kuburan Bunda）描寫的是親情，〈海洋〉（Lautan）、〈月亮〉（Bulan）描述的則是大自然的美景。
埃芬迪的用詞雖然還是表現出古馬來文的格律，卻帶有實驗性質，他在作品中借用了外來語（特別是來自梵語和阿拉伯語的字詞），而且還改變了字詞的結構（比如增加或縮減字詞裏面的字母），務求符合自己心目中的節奏和韻律，例如他把縮略成，來表達「等候」這個意思。和同期的詩人穆罕默德·亞明相比，埃芬迪筆下的意境比較濃厚。

## 評價
社會主義文學評論家巴格里·西里格爾認為埃芬迪的《貝巴沙麗》善於描寫反殖民主義鬥爭，故事的意境也能夠引起讀者的共鳴。研究印尼文學的荷蘭學者A·德歐認為埃芬迪是一位令人感到驚喜的詩人，因為他的詩歌用詞獨特，在體裁上也嘗試擺脫傳統詩歌沙依爾的格律。不過，他認為埃芬迪在印尼文學往後的演變過程中發揮的作用不大，並認為薩努西·巴奈才是那個年代最有影響的印尼詩人。

## 備註
1. ↑  德歐指出《貝巴沙麗》和《沉思錄》的出版次序並不清楚，根據文獻的記載，這兩部作品的出版日期可能是在1924年、1925年、1926年或者1930年，有說是在同一年內出版，有說是分開面世[3]。
2. ↑  原文：

## 註腳
1. 1 2 3  Eneste 2001，第203頁.
2. 1 2 3  Siregar 1964，第112頁.
3. 1 2 3 4  Teeuw 1980，第37頁.
4. 1 2 3 4  Siregar 1964，第28頁.
5. ↑  Siregar 1964，第30頁.
6. ↑  Jassin 1985，第126頁.
7. ↑  Goenawan 1979.
8. 1 2  Siregar 1964，第113頁.
9. ↑  Jassin 1985，第128頁.
10. ↑  Teeuw 1980，第38頁.